# Antocarinis
Els antocarinis (Anthocharini) són una tribu de lepidòpters papilionoïdeus de la família dels pièrids (Pieridae), subfamília Pierinae.

## Gèneres[2]
- Leptosia Hübner, 1818
- Eroessa Doubleday, [1847]
- Anthocharis Boisduval, Rambur, Duméril & Graslin, 1833
- Euchloe Hübner, [1819]
- Hesperocharis Felder, 1862
- Zegris Boisduval, [1836]

## Espècies de la península Ibèrica i Balears[3]
- Anthocharis cardamines
- Anthocharis euphenoides
- Euchloe bazae
- Euchloe belemia
- Euchloe crameri
- Euchloe simplonia
- Euchloe tagis
- Zegris eupheme

## Galeria

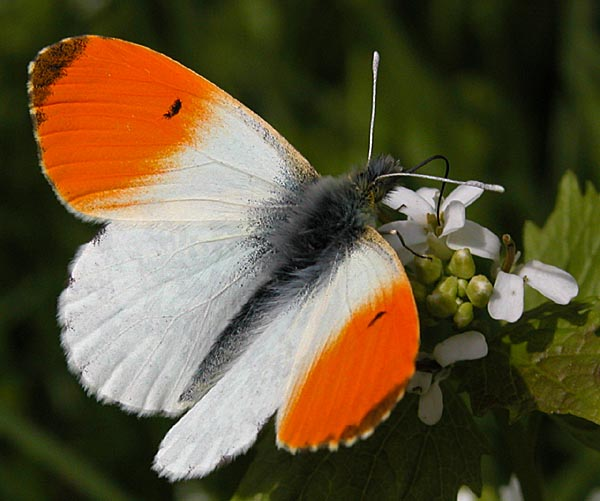
Anthocharis cardamines
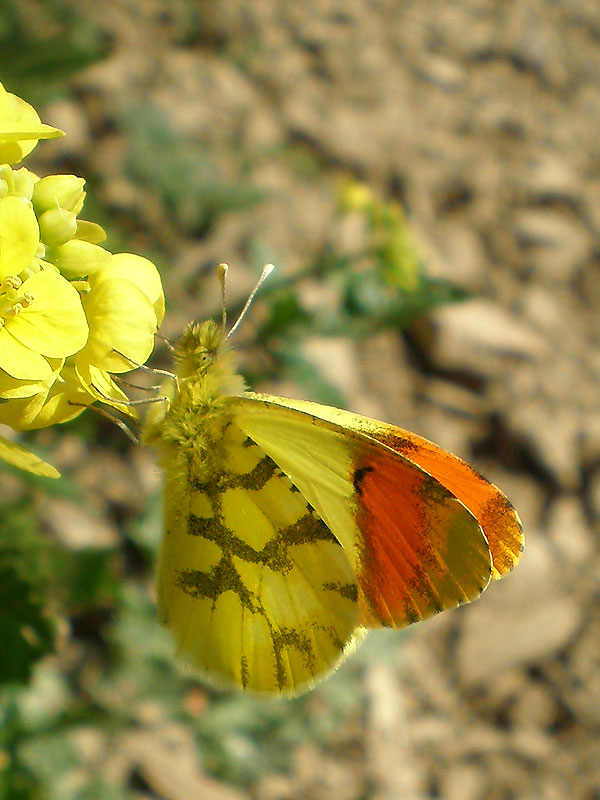
Anthocharis euphenoides
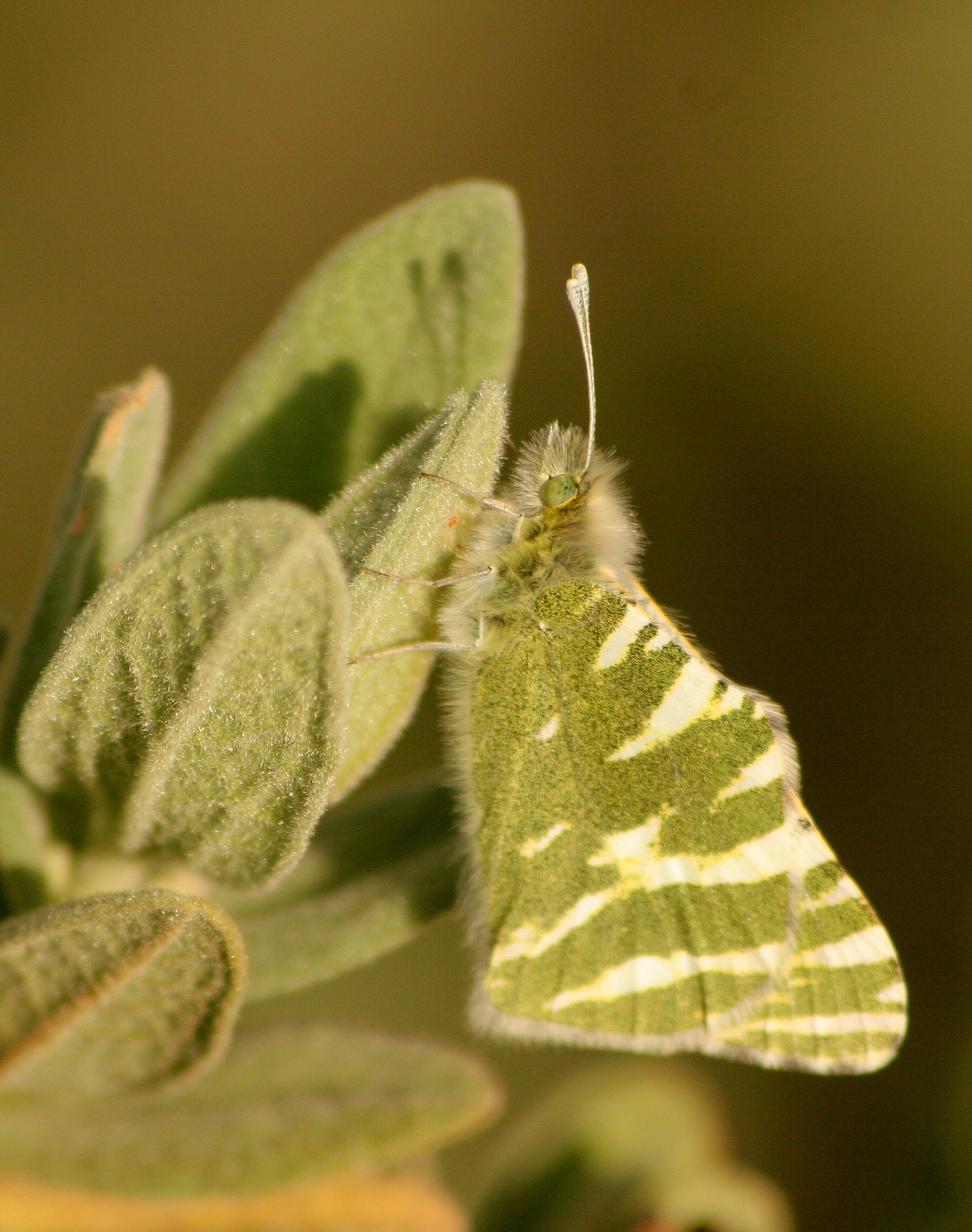
Euchloe belemia
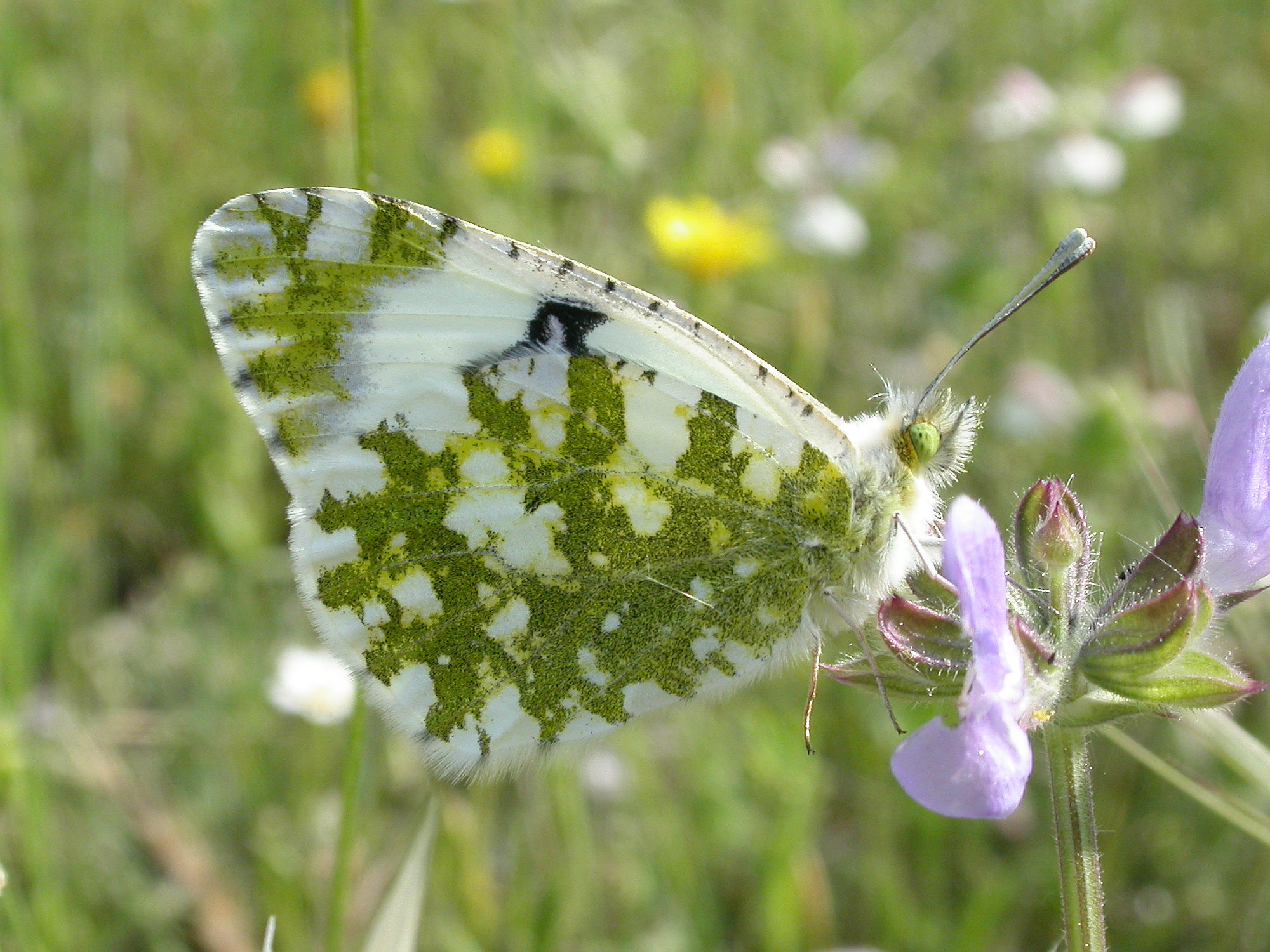
Euchloe crameri
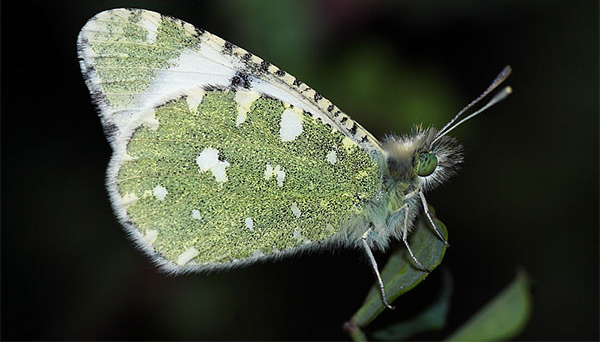
Euchloe tagis
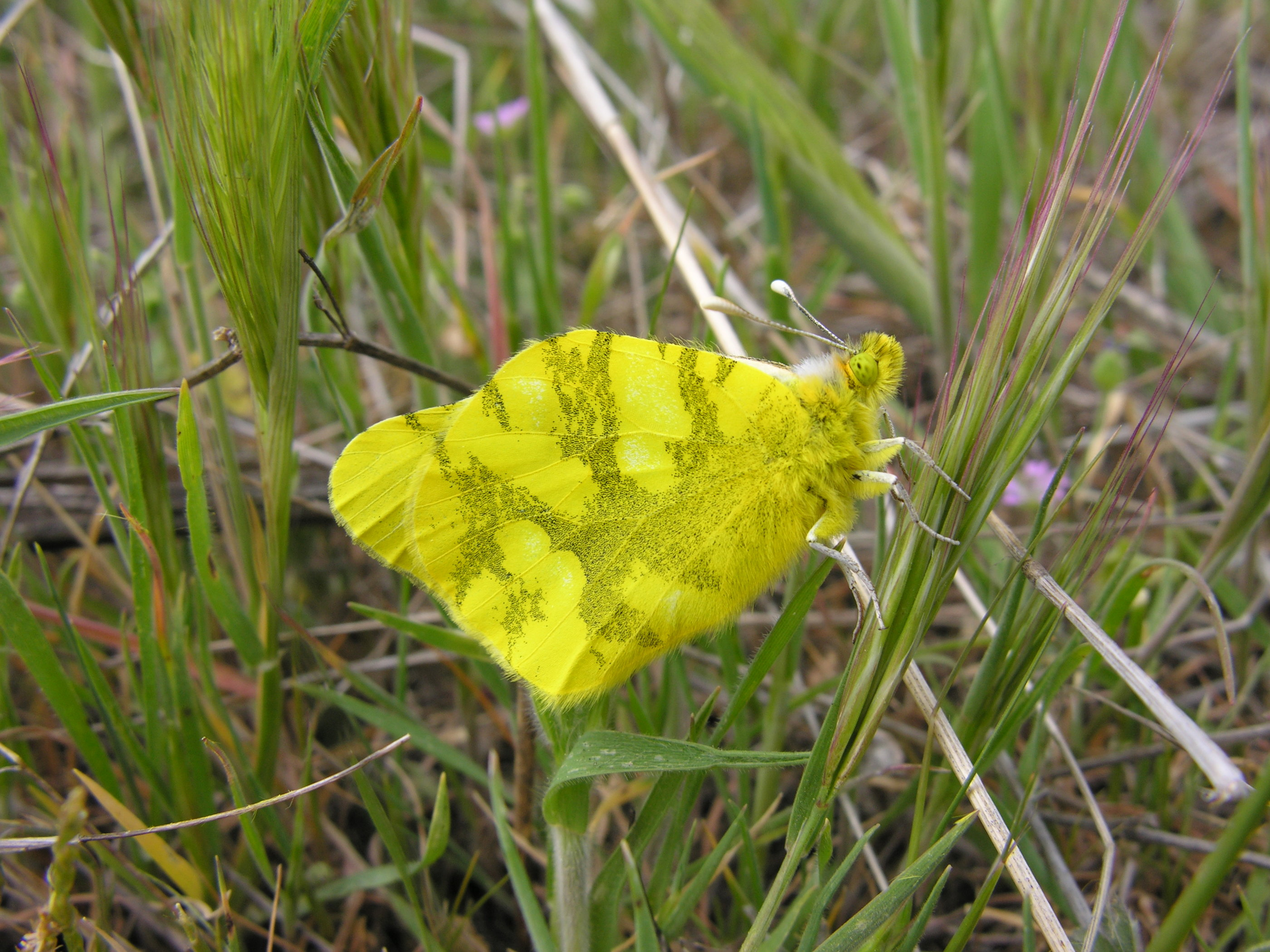
Zegris eupheme